# Paratimea azorica
Paratimea azorica är en svampdjursart som först beskrevs av Topsent 1904.  Paratimea azorica ingår i släktet Paratimea och familjen Hemiasterellidae. Inga underarter finns listade i Catalogue of Life.